# Guerra delle due rose
La guerra delle due rose (nota in inglese come Wars of the Roses) fu una sanguinosa lotta dinastica combattuta in Inghilterra tra il 1455 e il 1485 (1487 per una parte della storiografia inglese) tra due diversi rami della casa regnante dei Plantageneti: i Lancaster e gli York. La guerra provocò l'estinzione delle linee maschili di entrambi i casati e si concluse con l'affermazione di una nuova dinastia, i Tudor, di ascendenza lancasteriana, ma in cui confluivano anche gli York, tramite il matrimonio della loro ultima rappresentante, la principessa Elisabetta, con il nuovo re, Enrico VII Tudor. 
Il riferimento alle due rose nella denominazione della guerra risale al XIX secolo, dopo che Walter Scott, nel 1829, ebbe pubblicato il romanzo Anna di Geierstein, facendo riferimento agli stemmi dei due casati che avrebbero recato rispettivamente una rosa di colore rosso e una bianca. Tuttavia l'unico simbolo coevo di cui si ha notizia, è la rosa bianca degli York. La prima attestazione della rosa rossa è invece nello stemma dei Tudor (la rosa Tudor), che contiene le due rose sovrapposte, la rossa derivando forse da uno stemma Beaufort.

## Le cause

### Cause dinastiche
Edoardo III d'Inghilterra (1312-1377) ebbe sei figli maschi; quattro di questi (anche a causa della politica matrimoniale del padre, che li fece sposare con figlie di ricche famiglie nobili, dando così vita a potenti casati tutti in grado di rivendicare la corona) concorsero con la loro discendenza a dare vita al conflitto. Essi furono:
1 - Edoardo di Woodstock, principe del Galles (1330-1376).
Primogenito di Edoardo III, passò alla storia con il soprannome di Principe Nero. Morì un anno prima del padre.
- Riccardo II d'Inghilterra (1367-1400).
Figlio secondogenito di Edoardo di Woodstock e quindi nipote di Edoardo III, divenne erede al trono in seguito alla morte in tenera età del fratello maggiore e a quella del padre. Successe al nonno nel 1377.

2 - Lionello Plantageneto, I duca di Clarence (1338-1368)
Terzogenito maschio di Edoardo III (il secondo nato era morto in culla).
- Filippa Plantageneta (1355-1382)
Figlia di Lionello, sposò Edmondo Mortimer, III conte di March (1351-1381)
  - Ruggero Mortimer, IV conte di March (1374-1398)
Figlio della precedente ed erede al trono d'Inghilterra, erede designato di Riccardo II
    - Edmondo Mortimer, V conte di March (1391-1425)
Figlio del precedente ed erede al trono d'Inghilterra, erede designato di Riccardo II, spogliato dei titoli e feudi da Enrico IV e riabilitato da Enrico V, morì senza eredi
    - Anna Mortimer (1390-1411)
Figlia di Ruggero Mortimer, sposò Riccardo Plantageneto, III conte di Cambridge (1375-1415).

3 - Giovanni Plantageneto, I duca di Lancaster (1340-1399)
Quartogenito maschio di Edoardo III e capostipite del ramo Lancaster
- Enrico IV d'Inghilterra (1366-1413)
Figlio del precedente
  - Enrico V d'Inghilterra (1387-1422)
Figlio del precedente
    - Enrico VI d'Inghilterra (1421-1471)
Figlio del precedente
- John Beaufort, I conte di Somerset (1371-1409)
Fratellastro minore legittimato di Enrico IV.
  - Giovanni Beaufort, I duca di Somerset (1403-1444)
Terzogenito e poi erede del precedente.
    - Margherita di Beaufort (1443-1509)
Figlia del precedente, moglie di sir Edmondo Tudor e madre di Enrico VII d'Inghilterra.

4 - Edmondo Plantageneto, I duca di York (1341-1402)
Quintogenito maschio di Edoardo III e capostipite del ramo York.
- Riccardo Plantageneto, III conte di Cambridge (1375-1415)
Figlio (maschio secondogenito) del precedente. Sposò la cugina Anna Mortimer
  - Riccardo Plantageneto, III duca di York (1411-1460)
Figlio del precedente e di Anna Mortimer fu pretendente al trono d'Inghilterra in quanto erede dei titoli dello zio, Edmondo Mortimer
    - Edoardo IV d'Inghilterra (1442-1483)
Figlio del precedente
      - Edoardo V d'Inghilterra (1470-1483)
Figlio del precedente

    - Riccardo III d'Inghilterra (1452-1485)
Fratello minore di Edoardo IV

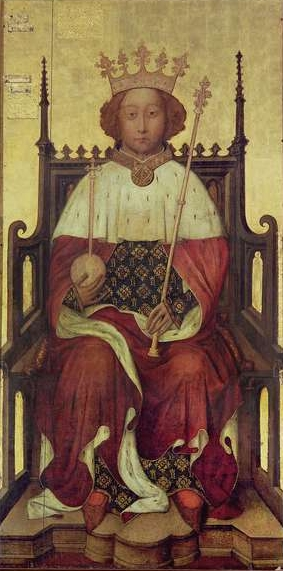
Ritratto di Riccardo II
Abbazia di Westminster (1395)

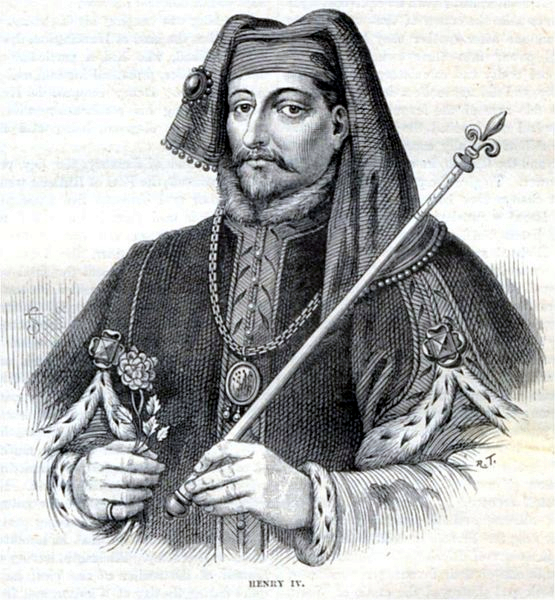
Ritratto di Enrico IV d'Inghilterra

5 - Tommaso Plantageneto, I duca di Gloucester (1355-1397), sestogenito maschio e ultimo figlio di Edoardo III, assassinato o giustiziato per tradimento su ordine di Riccardo II.
Nel 1399, appena ereditato il titolo dal padre Giovanni, il duca di Lancaster, Enrico rovesciò il cugino Riccardo II (approfittando del governo impopolare e tirannico di quest'ultimo che lo aveva reso inviso alla grande aristocrazia feudale) e salì al trono con il nome di Enrico IV, scavalcando il cugino Edmondo Mortimer, V conte di March ed erede al trono d'Inghilterra, designato da re Riccardo II che, in mancanza di eredi propri, lo aveva nominato erede, in quanto discendente del suo defunto zio Lionello (secondogenito di Edoardo III), dopo la morte di suo padre, Ruggero Mortimer che prima di lui era stato l'erede designato. Il piccolo Mortimer (di circa sette anni) però si trovò impossibilitato a cogliere l'eredità: Enrico IV infatti si installò sul trono e, dopo averlo privato dei titoli, tenne Edmondo segregato.

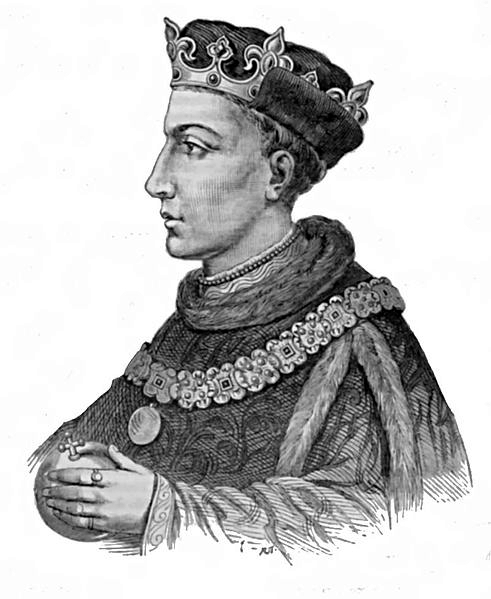
Ritratto di Enrico V
Cassell's History of England (1902)

Alla morte di Enrico IV, sali al trono il figlio di quest'ultimo, Enrico V: la sua popolarità, la sua personalità e le sue capacità di governo erano tali da non consentire ad alcuno di potersi impadronire della corona, ma, conscio del torto subito da Edmondo, Enrico V lo liberò e gli rese i suoi titoli, cosicché il conte di March divenne uno dei suoi più fedeli collaboratori.

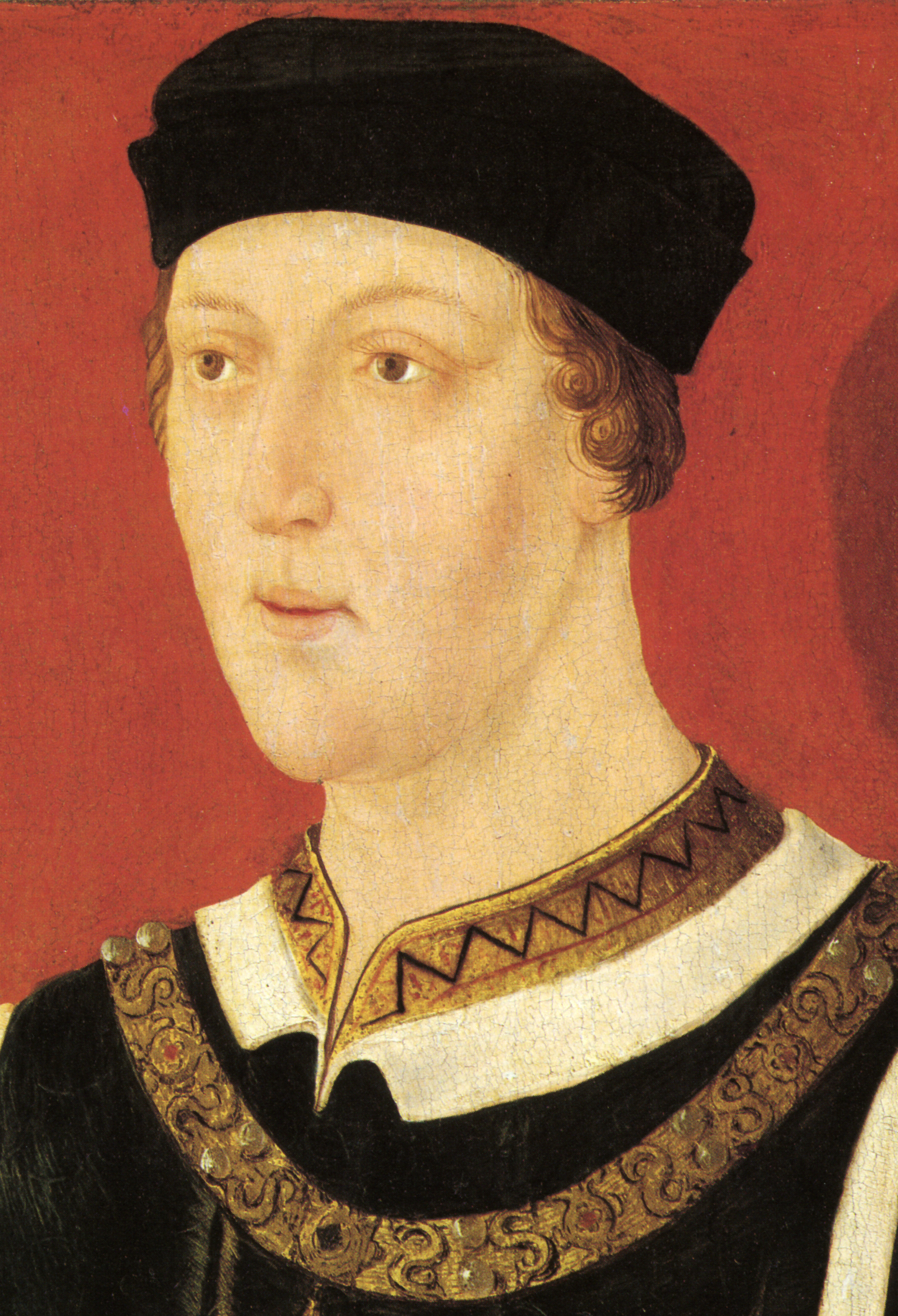
Ritratto di Enrico VI
Cassell's History of England (1902)

La situazione cambiò con Enrico VI: Riccardo di York, che era discendente di Edoardo III sia per via materna (la madre Anna Mortimer, discendente di Lionello, figlio di Edoardo, era la sorella di Edmondo Mortimer) sia per via paterna (il nonno paterno Edmondo era anch'egli figlio di quel re), di fronte a un re debole e malato e a un'aristocrazia malcontenta capì l'importanza dell'occasione che gli poteva permettere l'accesso al trono e decise di rivendicare la corona (fino al 1453 Enrico VI e la regina Margherita non avevano ancora avuto figli).

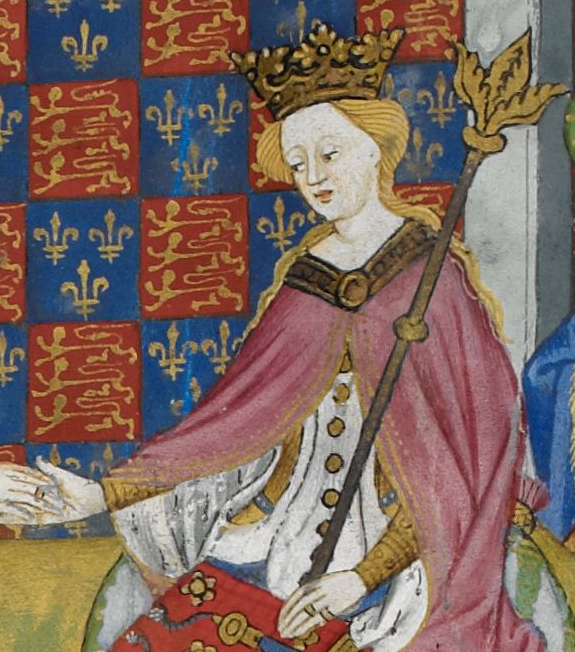
Margherita d'Angiò

I Lancaster, in particolare la regina Margherita d'Angiò, si opposero risolutamente alle rivendicazioni di Riccardo di York adducendo che:
- il legittimo erede avrebbe potuto essere, al limite, Ruggero Mortimer, che però era deceduto. I diritti al trono, se trasmissibili per via femminile, sarebbero stati degli eredi della prima figlia di Edoardo III, Isabella (ovvero di sir George Stanley). Perciò Riccardo di York non poteva aspirare ad alcuna corona;
- il re Enrico VI e la regina erano ancora giovani e avrebbero potuto ancora avere figli (cosa che infatti avvenne).

A questo gli York risposero con altrettanta veemenza sostenendo che:
- George Stanley e la sua discendenza non potevano ambire alla corona, perché Isabella aveva contratto un matrimonio "ineguale" con un membro della piccola nobiltà. Peraltro, lo stesso George Stanley rinunciò a qualunque diritto in merito (diritto che non avrebbe mai potuto far valere). Il primo erede per via femminile rimaneva quindi Riccardo di York;
- eventuali figli della coppia regale non avrebbero avuto alcun diritto. Se infatti era illegittimo il trono di Enrico VI, illegittimi sarebbero stati i diritti dei suoi figli.

Comunque Enrico VI nel 1454, per l'aggravarsi della malattia, iniziò a dare segni di squilibrio e si rese quindi necessario qualcuno che affiancasse il re, allora Riccardo di York fu nominato (per la prima volta) protettore del regno.

### Cause politiche e militari
Per quanto il contrasto dinastico avrebbe anche potuto essere ricomposto, la particolare situazione dell'Inghilterra di quel periodo non si prestava certo alla concordia e alla pace.
Sotto lo scettro debole di Enrico VI, la grande nobiltà andava sempre più affermando la propria indipendenza dal potere regio, e addirittura i grandi feudatari presero a guerreggiare più o meno apertamente tra di loro per il possesso dei feudi, possesso spesso contestato e dubbio dovuto all'usanza di stringere ripetuti legami di sangue tra le grandi famiglie dell'isola.
La guerra dei cent'anni era giunta alla sua conclusione (seppur non ufficiale) nel 1453, con la perdita di tutti i possessi inglesi in Francia meno Calais. Questo comportò il rientro nell'isola di una moltitudine di soldati, che si offrivano al miglior offerente anche a poco prezzo.
Il potere regale era latitante, e attorno al re si affollavano gli esponenti del ramo Lancaster per strappare benefici al monarca.
Riccardo di York, che si sentiva erede al trono, non poté accettare oltre la dissoluzione del patrimonio regio, che oltretutto andava ad arricchire i suoi rivali. Minacciando la guerra civile, riuscì a farsi nominare "Lord Protettore d'Inghilterra" per controllare da vicino i Lancaster. Pur celando il suo potere sotto una maschera di equanimità, Riccardo provvide a far assegnare cospicui feudi anche ai propri sostenitori.
Fu una vera caccia alle alleanze quella che le due casate intrapresero. Pian piano, le contese tra feudatari divennero militanza per un contendente o per l'altro. La scintilla scoccò nel 1455, quando i Lancaster e in particolare i duchi di Somerset e Northumberland (approfittando di una temporanea ripresa della salute mentale del re, verificatasi nel periodo di Natale del 1454, e spalleggiati dall'aggressiva regina Margherita) riuscirono a far decadere dalla carica Riccardo di York con l'accusa di tradimento e malversazione.
Riccardo chiamò a sé gli alleati e, ufficialmente, dichiarò di non volere rovesciare Enrico VI bensì rimuovere dal suo fianco i "cattivi consiglieri".

## Lo svolgimento della guerra

### Cronologia
- Prima fase (1455-1460): l'affermazione degli York
- Seconda fase (1460-1461): la rivincita dei Lancaster
- Terza fase (1461-1469): il trionfo degli York
- Quarta fase (1470-1483): caduta e ritorno degli York
- Quinta fase (1483-1485/1487): la pace dei Tudor

### Le forze in campo
Principali esponenti della fazione Lancaster:
- il re Enrico VI
- la regina Margherita d'Angiò
- il loro figlio Edoardo di Lancaster
- i Percy, conti di Northumberland
- i Beaufort, duchi di Somerset

Principali esponenti della fazione York:
- Riccardo Plantageneto, III duca di York
- i suoi figli: Edoardo, Giorgio, Riccardo ed Edmondo.
- i Neville, nei diversi rami dei conti di Salisbury, marchesi di Montagu e duchi di Kent

Discorso a parte merita il conte di Warwick (anch'esso Neville), che cambierà più volte schieramento.

### Prima fase (1455-1460): l'affermazione degli York
La vexata quaestio della successione però si era complicata:
- nel 1447 il re, la regina e i loro fidi, Suffolk (William de la Pole, I duca di Suffolk), Somerset (Edmund Beaufort, II duca di Somerset), e il cardinale Beaufort (Henry Beaufort, vescovo di Winchester) avevano nominato Riccardo, duca di York Luogotenente dell'Irlanda[3]: una sorta di esilio, che allontanava Riccardo dalla corte e dal centro decisionale.
- nel 1450 Riccardo, duca di York era rientrato dall'Irlanda, in seguito alle richieste di Jack Cade[4], reclamando il suo posto di diritto in seno al consiglio, per mettere fine al malgoverno e presentando una lista di doglianze e di istanze agli ambienti di corte, inclusa la richiesta di arresto del duca di Somerset.
- nel 1452, Riccardo di York, dopo che le sue proposte erano state boicottate, aveva formato un esercito a Shrewsbury. Il partito di corte, nel frattempo, aveva fatto altrettanto a Londra e York dovette capitolare.
- York dopo questa capitolazione si era guadagnato un alleato importante, Richard Neville, conte di Warwick, uno dei più influenti notabili e forse più ricco di York stesso.
- il 13 ottobre 1453, era nato l'erede di Enrico VI, Edoardo di Lancaster.
- alla fine del 1454 l'allontanamento di Riccardo da corte, privandolo del titolo di protettore del regno, fu la causa ultima dell'inizio delle ostilità.

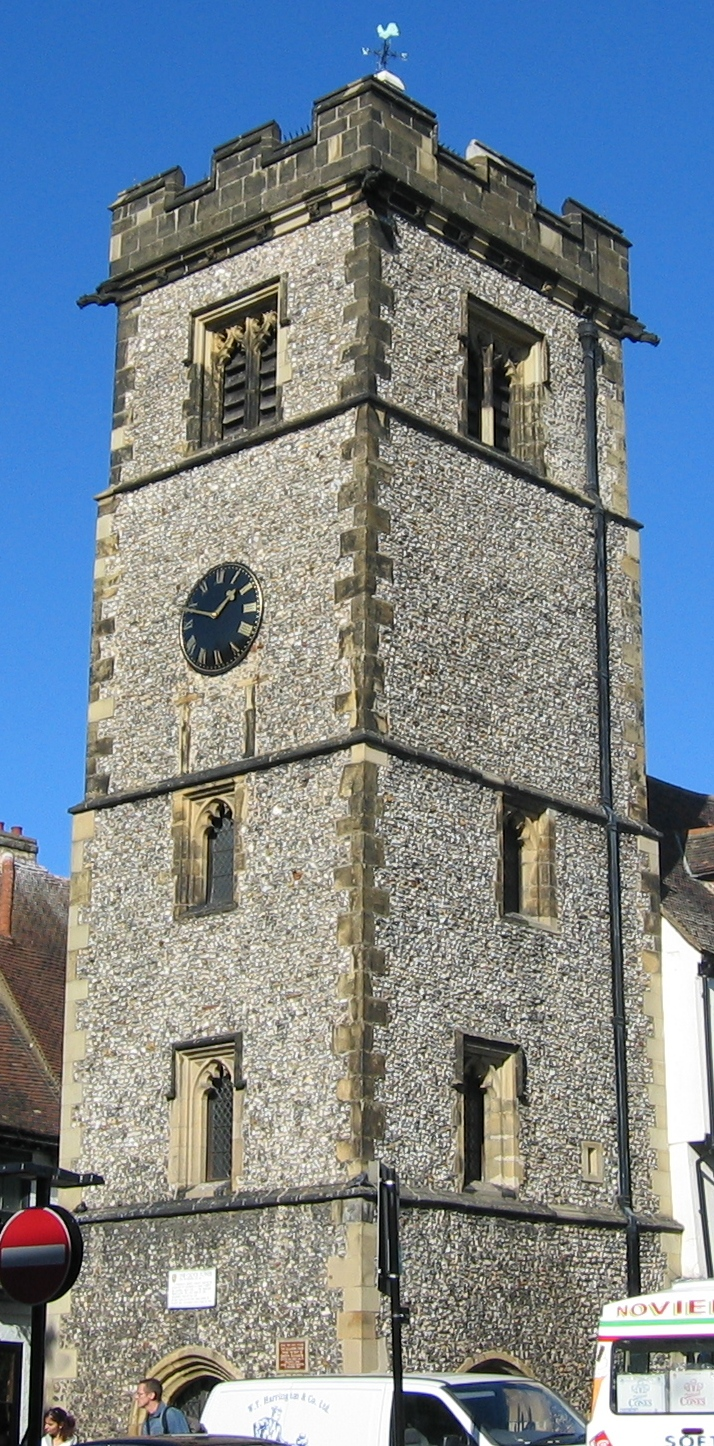
La torre dell'orologio di St Albans, del XV secolo

York e Warwick, nella primavera del 1455, raccolsero delle truppe, marciarono su Londra e alla fine di maggio, entrati in città sconfissero le truppe reali (il 22 maggio 1455, Prima battaglia di St Albans), comandate da Somerset che perse la vita assieme a Northumberland; il re, di fatto prigioniero, fu confermato re dal parlamento che emanò un'amnistia per tutti i ribelli (i sostenitori di York).

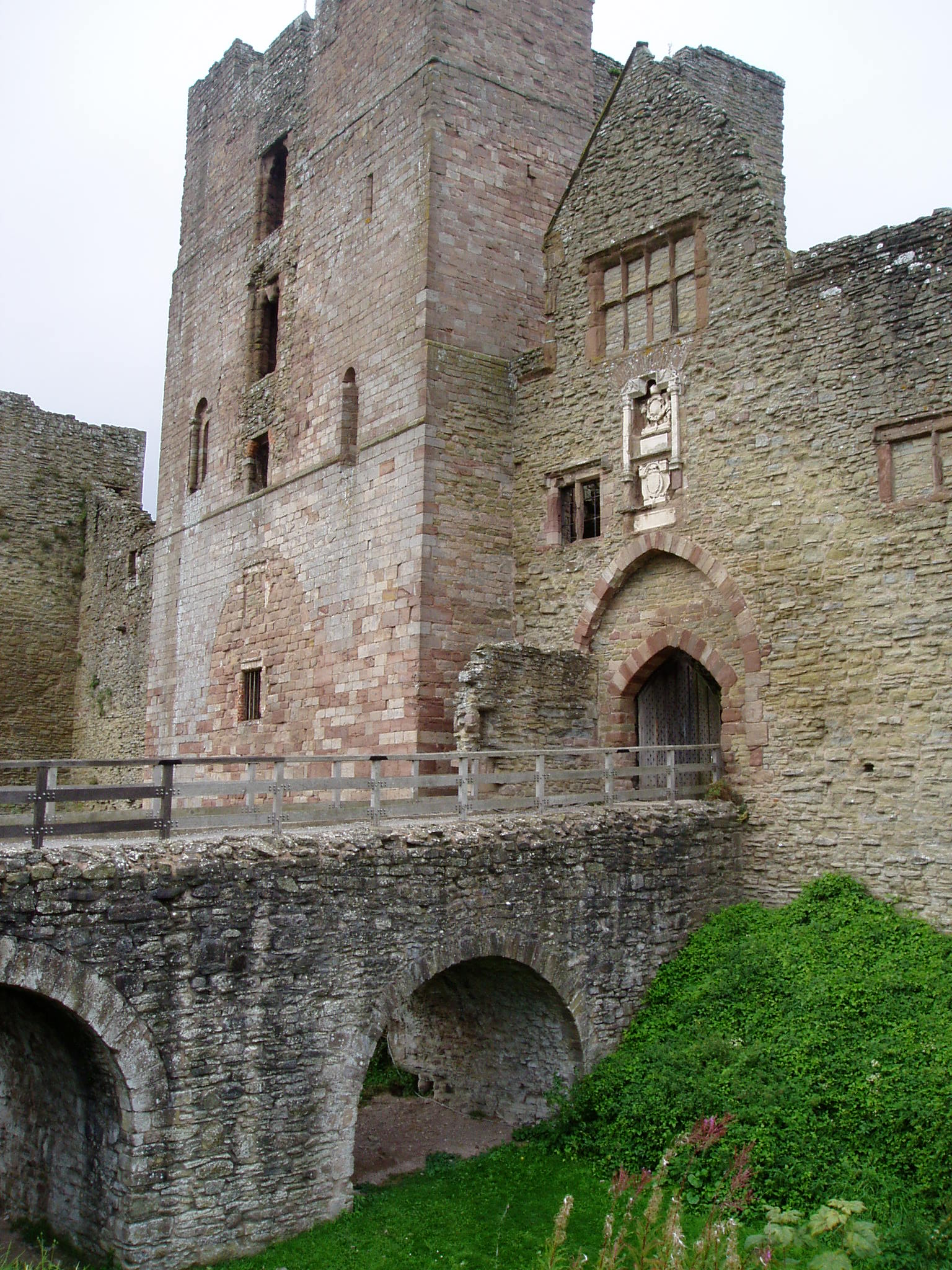
Castello di Ludlow, South Shropshire

In novembre il re ebbe una ricaduta e Riccardo di York fu nominato protettore per la seconda volta, ma prima della fine dell'anno, Enrico si riprese e York fu tenuto come consigliere. Tuttavia, sempre nel 1456, Enrico e la regina, durante una visita nelle Midlands, si ritirarono nei possedimenti dei Lancaster e a Coventry organizzarono un incontro in cui York e i suoi amici dovettero giurare fedeltà al re, ma subito dopo si allontanarono dalla corte.
Dopo che, nel 1458, fu inscenata una pacificazione fittizia, si arrivò a uno scontro armato: nel 1459 Riccardo di York, senza autorizzazione regia, tornò con un esercito in Inghilterra e, questa volta, dichiarò decaduto Enrico VI dal trono, si recò in Galles, al Castello di Ludlow: di lì cercò di ricongiungersi con l'esercito di Warwick che cercava di raggiungerlo partendo dallo Yorkshire. I Lancaster cercarono di evitare tale ricongiungimento e battere i due eserciti separatamente, ma fallirono nel loro intento con la sconfitta nella battaglia di Blore Heath (23 settembre 1459). L'esercito yorkista si era così riunito a Ludlow, alla fine di settembre 1459, e si preparò quindi a dare battaglia ai lancasteriani a Ludford Bridge. Ma quando il 12 ottobre 1459 l'esercito realista sopraggiunse, dopo che un luogotenente di Warwick era passato al nemico, i Lancaster ebbero il sopravvento e gli yorkisti vennero dispersi nella rotta di Ludford. Tale vittoria consentì di rimettere Enrico VI sul trono senza oppositori, poiché gli York si erano sparsi tra l'Irlanda e la Francia. Il duca Riccardo e il suo secondogenito, Edmondo, conte di Rutland, si ritirarono prima in Galles e poi in Irlanda, dove furono accolti con entusiasmo, mentre l'erede di Riccardo, Edoardo, conte di March si ritirò a Calais con Warwick.

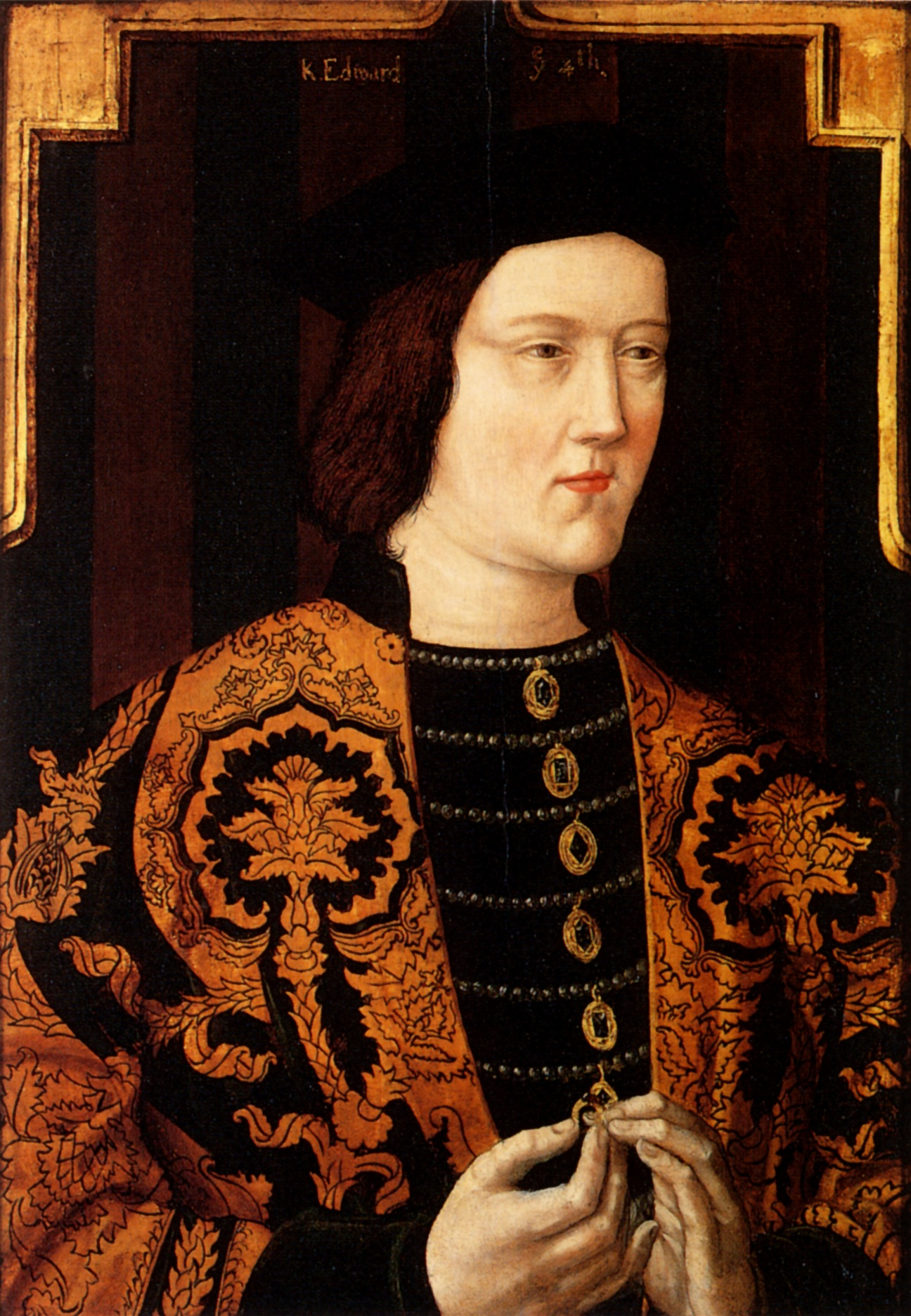
Edoardo IV d'Inghilterra

Riorganizzate le truppe all'estero, Warwick guidò il rientro degli yorkisti in Inghilterra e nella battaglia di Northampton (10 luglio 1460) trionfò assieme a Edoardo sui Lancaster. Enrico VI, in attesa dell'arrivo di Riccardo di York, venne nuovamente imprigionato, ma stavolta nel carcere di massima sicurezza dell'epoca, la torre di Londra. Riccardo e i suoi entrarono nella capitale con gli onori riservati ai monarchi; Riccardo, in ottobre, convocò il parlamento, a cui chiese di essere eletto re, ma quando egli si diresse verso il trono attendendosi le acclamazioni dei suoi, i suoi sostenitori (Warwick compreso) rimasero in un silenzio imbarazzante. Riccardo comprese che era necessario convincere loro e il Parlamento delle sue legittime pretese al trono: non era ancora il momento di forzare la mano, tanto più che i lancasteriani erano stati dispersi ed Enrico VI era sotto sicura custodia. In quello stesso ottobre 1460 venne redatto un "Atto di accordo" tra Riccardo e il Parlamento: Enrico rimaneva re, però Riccardo diveniva l'erede di Enrico VI, mentre il figlio di costui, Edoardo di Lancaster, veniva diseredato. Nel frattempo Riccardo era di nuovo protettore del regno, per la malattia di Enrico.

### Seconda fase (1460-1461): la rivincita dei Lancaster

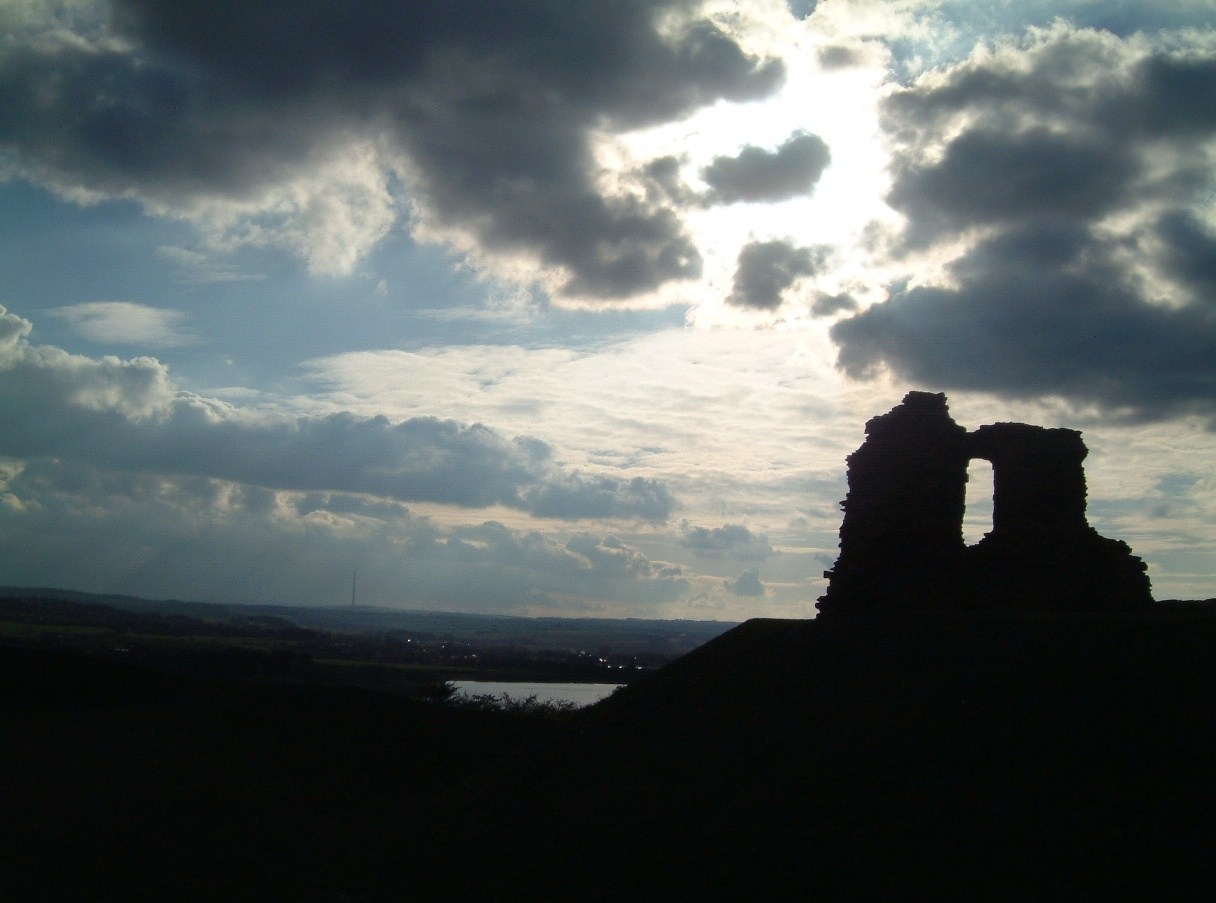
Rovine del Castello di Sandal, vicino a Wakefield, West Yorkshire

Mentre a Londra si consumavano questi intrighi, l'energica regina Margherita mise in luce le proprie doti di infaticabile organizzatrice, e, con l'appoggio degli scozzesi, dopo avere raccolto nel nord un imponente esercito, riunì nuovamente i sostenitori della propria causa presso la città di York e dallo Yorkshire si avviò verso sud. Riccardo di York le andò incontro sicuro della vittoria, e proprio questa sicurezza lo indusse a valutare erroneamente il morale e le forze avversarie. Nella battaglia di Wakefield (30 dicembre 1460) le sue forze vennero distrutte dal nemico: lui stesso perse la vita, mentre suo figlio, Edmondo, conte di Rutland (appena diciassettenne), fu pugnalato a morte dopo la battaglia. Le loro teste tagliate furono portate in giro per la città su delle picche e infine esposte quale monito; su quella di Riccardo venne messa una corona di carta e paglia, quale dileggio per le sue pretese al trono.
Erede dei diritti di Riccardo e capo degli York divenne il suo primogenito, Edoardo, conte di March, che non si perse d'animo e, con l'aiuto dei fratelli, Giorgio di Clarence e Riccardo di Gloucester, reclutò un esercito da contrapporre ai Lancaster che si trovavano in quel mentre in difficoltà: l'esercito da loro approntato era sì poderoso, ma anche estremamente costoso e i soldati, privi della paga, iniziarono a disertare in massa.

### Terza fase (1461-1469): il trionfo degli York
Edoardo, conoscendo le difficoltà economiche dei rivali, concepì una duplice strategia. Venuto a conoscenza che l'esercito avversario si era momentaneamente diviso, decise di spedire Warwick a Londra per radunare un secondo esercito yorkista e contrapporlo a quello di Margherita, mentre egli avrebbe provveduto a battere quello comandato da due nobili della fazione avversaria: Owen Tudor, un nobile gallese che aveva sposato la madre di Enrico VI, Caterina di Valois (alle sue seconde nozze), e da suo figlio Jasper Tudor, conte di Pembroke e fratellastro del re.

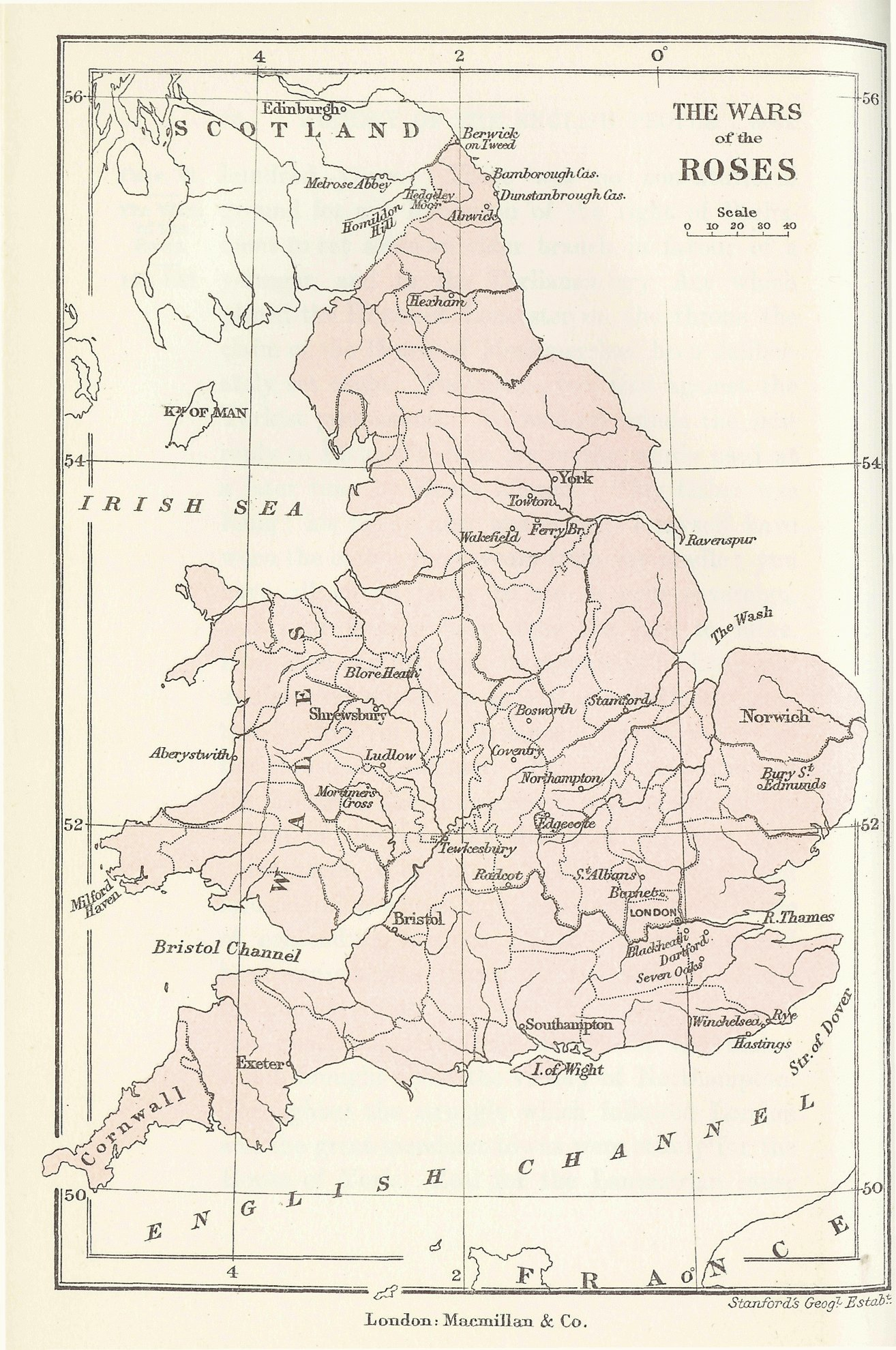
Importanti località della guerra delle due rose

Edoardo riuscì a galvanizzare il suo esercito e nella battaglia di Mortimer's Cross (2 febbraio 1461) annientò l'esercito avversario: lord Owen venne catturato e decapitato, mentre il conte di Pembroke riuscì a fuggire.

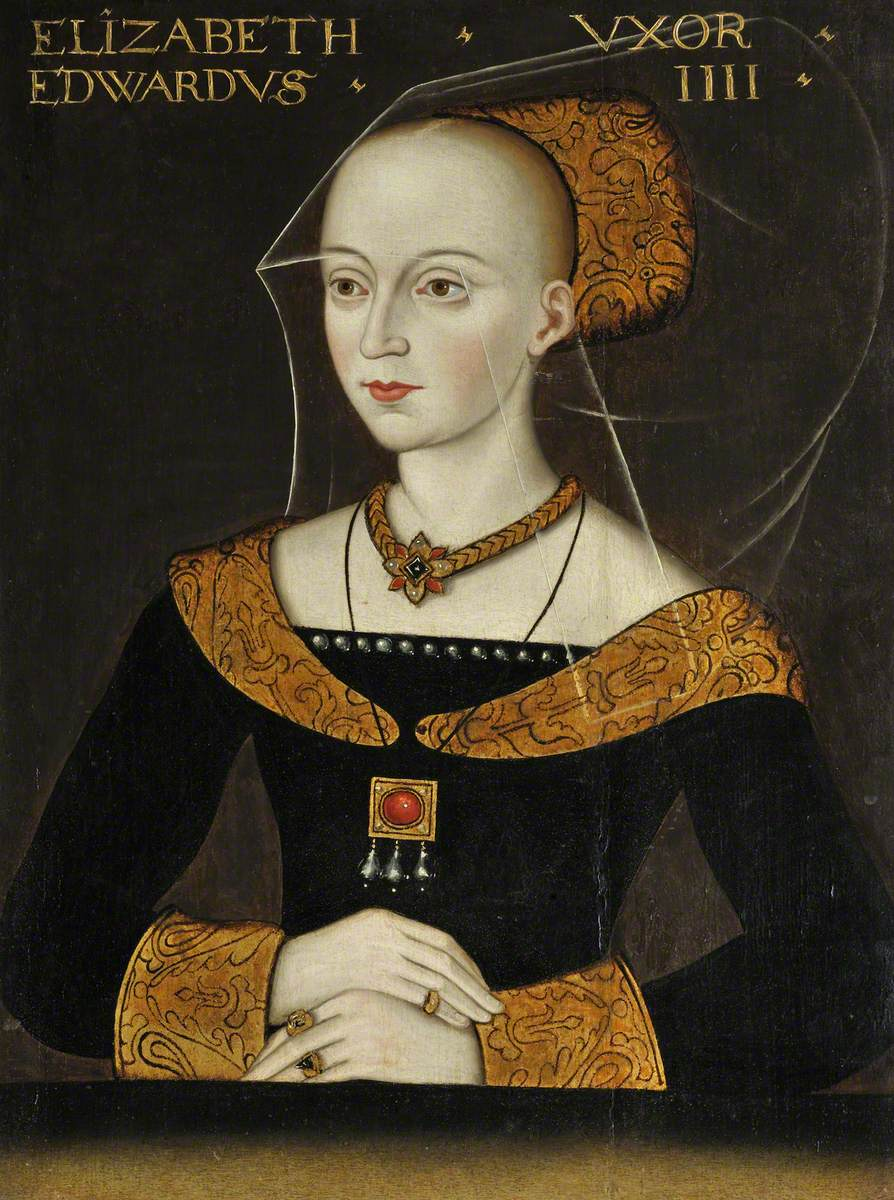
Elisabetta Woodville

Warwick, intanto, trovava non poche difficoltà a radunare il suo esercito. Saputo che Margherita si appressava alla capitale per liberare Enrico VI, decise di ingaggiare battaglia contando sulla sua buona stella: lo scontro avvenne il 17 febbraio dello stesso 1461 nella cosiddetta seconda battaglia di St Albans e vide la disfatta di Warwick e dei suoi nonché la liberazione del re che Warwick si era portato dietro da Londra e che, nella concitata ritirata dopo la sconfitta, aveva abbandonato a sé stesso.
Margherita e il re si diressero a Londra, ma la città – timorosa del saccheggio cui l'affamato esercito lancasteriano avrebbe potuto dare vita – sbarrò le porte in faccia alla coppia reale che, con la propria armata, si diresse verso nord per intercettare Edoardo. Costui invece, raggiunto da Warwick, si diresse immediatamente a Londra dove fece il suo ingresso in città, il 26 febbraio 1461, denunciò Enrico VI di avere violato l'Atto di accordo e lo dichiarò decaduto. Enrico fu deposto il 4 marzo 1461 ed Edoardo si fece incoronare re con il nome di Edoardo IV.
Edoardo IV decise di farla finita con Enrico VI: supportato dal titolo regale, radunò un poderoso esercito e si pose al suo comando assieme ai fratelli e a Warwick. Marciarono verso nord e intercettarono le forze avversarie a Towton (North Yorkshire), il 29 marzo 1461. La battaglia che seguì fu senz'altro la più sanguinosa dell'intero conflitto: circa 80 000 uomini (equamente distribuiti tra le due parti) si batterono disperatamente, e di questi, a sera, 20 000 giacevano cadaveri sul campo di battaglia. Comunque, la vittoria era di Edoardo IV e degli York. Enrico VI e Margherita cercarono rifugio in Scozia e quindi in Francia, mentre gran parte dei loro sostenitori abbracciarono la causa degli yorkisti.
Durante il primo periodo del regno di Edoardo IV, la resistenza dei Lancaster proseguì soprattutto sotto la guida della Regina Margherita e di pochi nobili fedeli delle contee settentrionali dell'Inghilterra e del Galles. Enrico fu catturato da Edoardo nel 1465 e successivamente imprigionato nella Torre di Londra. La Regina Margherita, che visse in esilio in Scozia e quindi in Francia, era decisa a riprendersi il trono a favore del marito e del figlio. A Parigi, Margherita cercava il sostegno del cugino Luigi XI, re di Francia, e di altri potentati europei, mentre in Inghilterra il regno di Edoardo IV iniziava sotto non buoni auspici. Egli, oltre a ottenere le antipatie del ceto medio inasprendo le tasse per far fronte ai debiti contratti durante la guerra, commise l'errore di porre in disparte il conte di Warwick inviandolo in Francia per negoziare il matrimonio con una principessa reale di quel paese. Quando questi tornò per descrivergli le ben avviate trattative, trovò Edoardo già sposato con una nobildonna, Elisabetta Woodville, e prese la cosa come un'offesa personale. Inoltre Edoardo, che probabilmente riteneva saldo il suo potere, decise di porre un freno a colui che tanto aveva fatto in suo favore durante la guerra: gli negò premi e titoli, che invece distribuiva a piene mani tra i suoi sostenitori.
Warwick provò irritazione per l'influenza che i suddetti esercitavano sul re, così, con l'aiuto del giovane fratello del sovrano, Giorgio Plantageneto, I duca di Clarence, che l'11 luglio del 1469, aveva sposato sua figlia, Isabella, e quindi era divenuto suo genero, prese le armi contro Edoardo. Il grosso dell'esercito reale, privo di Edoardo, fu sconfitto nella battaglia di Edgecote Moor, presso Banbury, nell'Oxfordshire e Edoardo fu successivamente catturato a Olney. Le forze di Warwick imprigionarono il suocero e il cognato di Edoardo, Richard Woodville e Giovanni Woodville, dopo la battaglia di Edgecote Moor.
Warwick cercò allora di governare nel nome di Edoardo, ma la nobiltà, molta della quale doveva le proprie nomine al re, si mostrò restia e temendo una ribellione, Warwick fu costretto a rilasciare Edoardo, che non sentendosi sicuro, non solo non si vendicò, ma lo perdonò (assieme a Clarence) e favorì una riconciliazione con il progetto di matrimonio tra sua figlia, Elisabetta di York, e Giorgio Neville, figlio del fratello di Warwick John Neville, I marchese di Montagu. Malgrado ciò, Warwick e Clarence si rivoltarono ancora: a seguito di un tumulto scoppiato, per motivi privati, nel 1469 nel Lincolnshire e trasformatosi nel 1470 in una ribellione, poi fallita, divenne palese che gli ispiratori ne erano stati proprio Warwick e Clarence. I due furono obbligati a fuggire a Calais e a rifugiarsi in Francia.

### Quarta fase (1470-1483): caduta e ritorno degli York
Qui Luigi XI persuase Warwick ad allearsi con l'antica nemica Margherita, e accettò di guidare il ricostituito esercito dei Lancaster. Quale pegno dell'alleanza, sua figlia Anna avrebbe sposato l'erede di Enrico VI, Edoardo di Lancaster. Dopo avere fatto sposare sua figlia con il principe di Galles, Warwick tornò in Inghilterra, per affrontare Edoardo IV. Edoardo IV non era pronto a fronteggiare una simile alleanza e quando capì che era follia anche solo ingaggiare battaglia, fuggì in Borgogna per riordinare le sue forze. Qui trovò il duca Carlo il Temerario che, in eterna guerra con Luigi XI, vedeva di cattivo occhio sul trono di Inghilterra Enrico VI, che tutto avrebbe dovuto al re di Francia e che gli sarebbe stato certamente alleato. Decise quindi di fornire a Edoardo IV tutto l'aiuto che le sue vaste terre e i suoi ricchi forzieri potevano.
Warwick, liberato un Enrico VI privo della forza di volontà e mentalmente instabile, governò per lui. Da tutti i resoconti dell'epoca, il sovrano risulta letargico e indifferente, specie mentre Warwick e i suoi uomini lo facevano sfilare per le strade di Londra come il legittimo re d'Inghilterra. Nell'arco di pochi mesi Warwick si trovò in guerra con la Borgogna, il cui duca, Carlo I reagì fornendo a Edoardo IV l'aiuto necessario per riprendersi il trono con la forza.

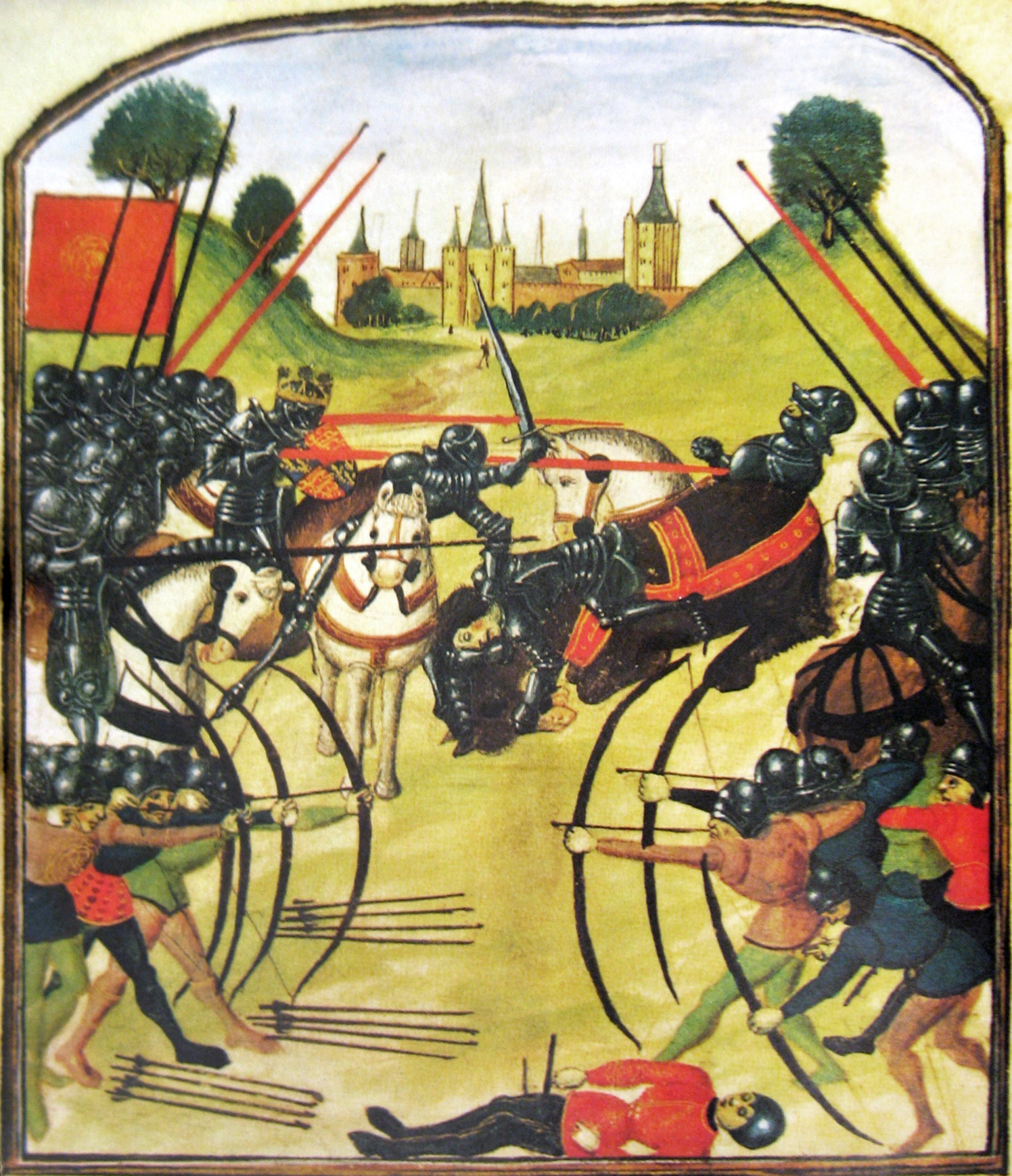
La battaglia di Tewkesbury in un manoscritto di Gand

Edoardo sbarcò in Inghilterra nel 1471, accompagnato da un temibile esercito: per scompaginare il campo avversario promise pubblicamente di perdonare il fratello qualora lo avesse raggiunto prima della battaglia. Giorgio, che ormai non poteva più sperare nella corona, disertò dal suocero che si apprestava a dar battaglia. I due eserciti si scontrarono a Barnet il 14 aprile 1471: Edoardo vinse e Warwick morì in combattimento. Margherita però non si diede per vinta e, arruolato un esercito raccogliticcio, diede battaglia a Edoardo nei pressi di Tewkesbury (4 maggio 1471).
La disfatta dei Lancaster fu completa: Enrico VI venne fatto prigioniero e suo figlio Edoardo di Lancaster trucidato. Solo Margherita d'Angiò riuscì a sopravvivere, imprigionata finché la Francia non la fece liberare nel 1475 pagando un riscatto. Morì in Francia, sola e dimenticata, nel 1482. Peraltro la prigionia di Enrico VI fu davvero breve: 17 giorni dopo (21 maggio 1471), venne trovato morto, pugnalato davanti all'altare della cappella privata all'interno dei suoi appartamenti nella torre di Londra.
Uno degli effetti della battaglia di Tewkesbury fu la fuga in Bretagna del conte di Pembroke, Jasper Tudor, fratellastro di Enrico VI per parte di madre. Egli fuggì con il nipote Enrico Tudor (1457-1509), conte di Richmond, per proteggerlo da Edoardo IV. Jasper era infatti tutore del ragazzo dopo la morte del padre Edmondo (che era fratello di Jasper). Il quattordicenne Enrico Tudor poteva aspirare al trono per via della madre, Margaret Beaufort: costei discendeva direttamente da Giovanni di Beaufort, figlio di Giovanni, duca di Lancaster, a sua volta quartogenito maschio di Edoardo III. Visto che gli York si erano tanto affannati a far valere il diritto alla corona per via femminile, era evidente che anche Enrico di Richmond ne aveva, ed era quindi un pericolo per la ancor giovane corona di re Edoardo; per evitargli problemi, quindi, Jasper Tudor lo portò al sicuro allevandolo affinché fosse conscio dei suoi diritti al trono di Inghilterra.

### Quinta fase (1483-1485): l'avvento dei Tudor
Il regno di Edoardo IV fu un regno apparentemente tranquillo. Non vi furono rivolte o sedizioni, e questo bastò per fargli credere che il suo trono fosse al sicuro. L'unica mossa fu di far imprigionare nel 1478 suo fratello Giorgio di Clarence, che a suo tempo si era rivoltato con Warwick contro di lui. Giorgio venne trovato cadavere qualche giorno dopo nella Torre di Londra (anche se probabilmente non venne annegato in una botte di malvasia, come raccontato da Shakespeare nel suo Riccardo III). Oltre a questo Edoardo IV non intraprese altre iniziative per puntellare il suo trono dopo la sua morte, malgrado due rilevanti punti di debolezza:
- i suoi due figli ed eredi, Edoardo e Riccardo, avevano rispettivamente dodici e nove anni al momento della sua morte: era evidente che il suo successore Edoardo non sarebbe stato ancora in grado di esercitare con fermezza il potere, il che avrebbe potuto dar luogo a turbolenze;
- la corte nutriva odio hei confronti della regina, Elisabetta Woodville, e dei suoi parenti, membri della piccola nobiltà, i quali, dopo l'ascesa al trono di Edoardo, si erano installati a corte e avevano fatto man bassa di titoli e ricchezze: ciò non era tollerato di buon grado da chi per nascita o meriti di guerra, era convinto di avere diritto a quei privilegi e a quel ruolo.

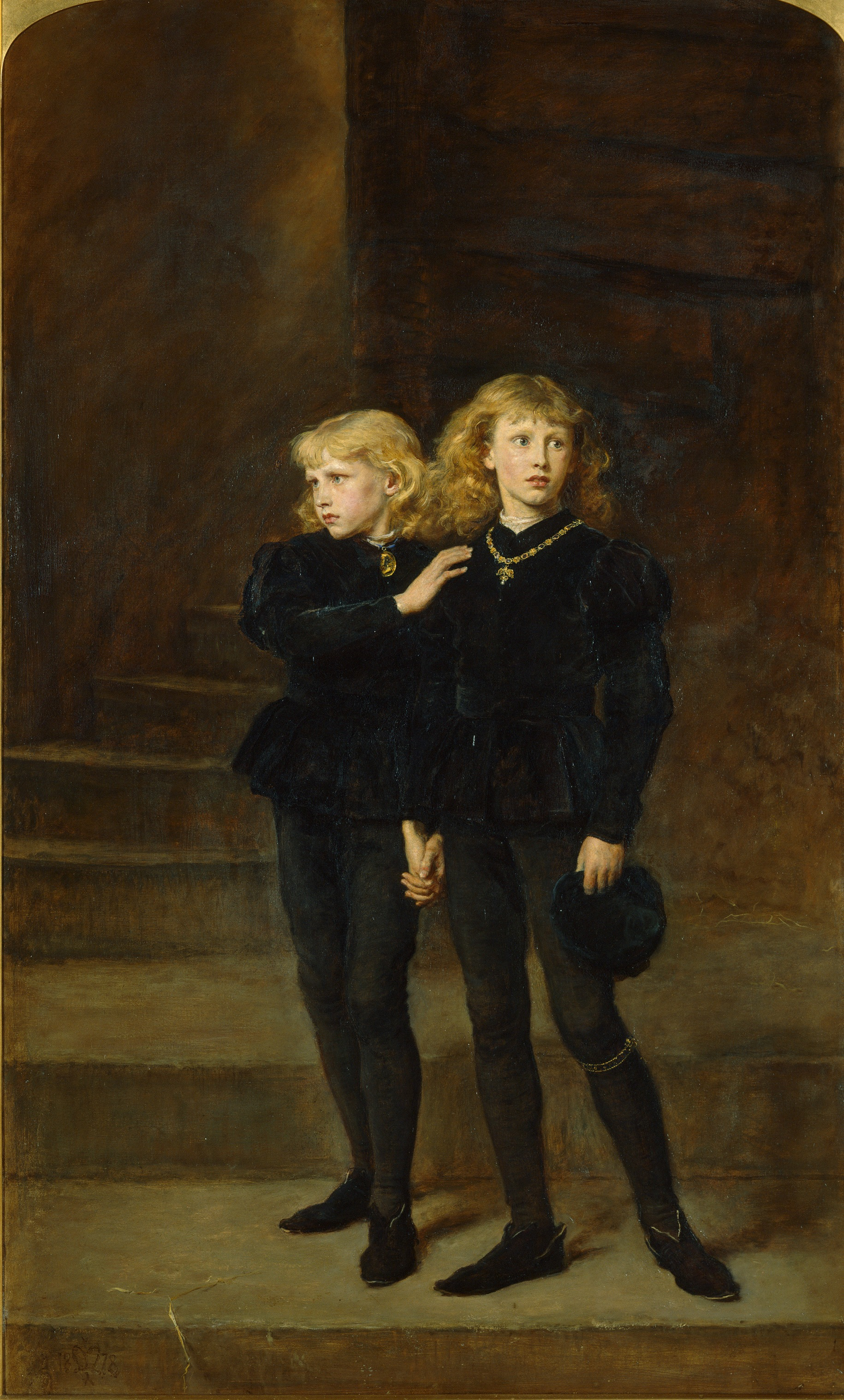
I principi Edoardo e Riccardo nella Torre
(John Everett Millais - 1878)

Edoardo IV, sul letto di morte (1483), cercò di sanare i contrasti tra le opposte fazioni nominando un consiglio di Reggenza per il figlio Edoardo, che saliva al trono con il nome di Edoardo V. In tale consiglio sedevano sia la regina e i suoi parenti sia il fratello Riccardo, nominato "Lord Protettore d'Inghilterra".
Timoroso che il nuovo re avrebbe dato ascolto alla madre, segnando così la sua rovina, Riccardo di Gloucester decise di agire. Mentre i parenti della regina tornavano a Londra con il nuovo re, egli mandò loro incontro un manipolo di soldati che li imprigionò e li condusse nella prigione-castello di Pontefract (più noto come Pomfret). Alcuni mesi più tardi, dopo un processo presieduto dal conte di Northumberland, essi vennero tutti decapitati. La regina e un suo figlio di primo letto si rifugiarono nell'Abbazia di Westminster che, come tutti i luoghi sacri all'epoca, godeva dell'inviolabilità.

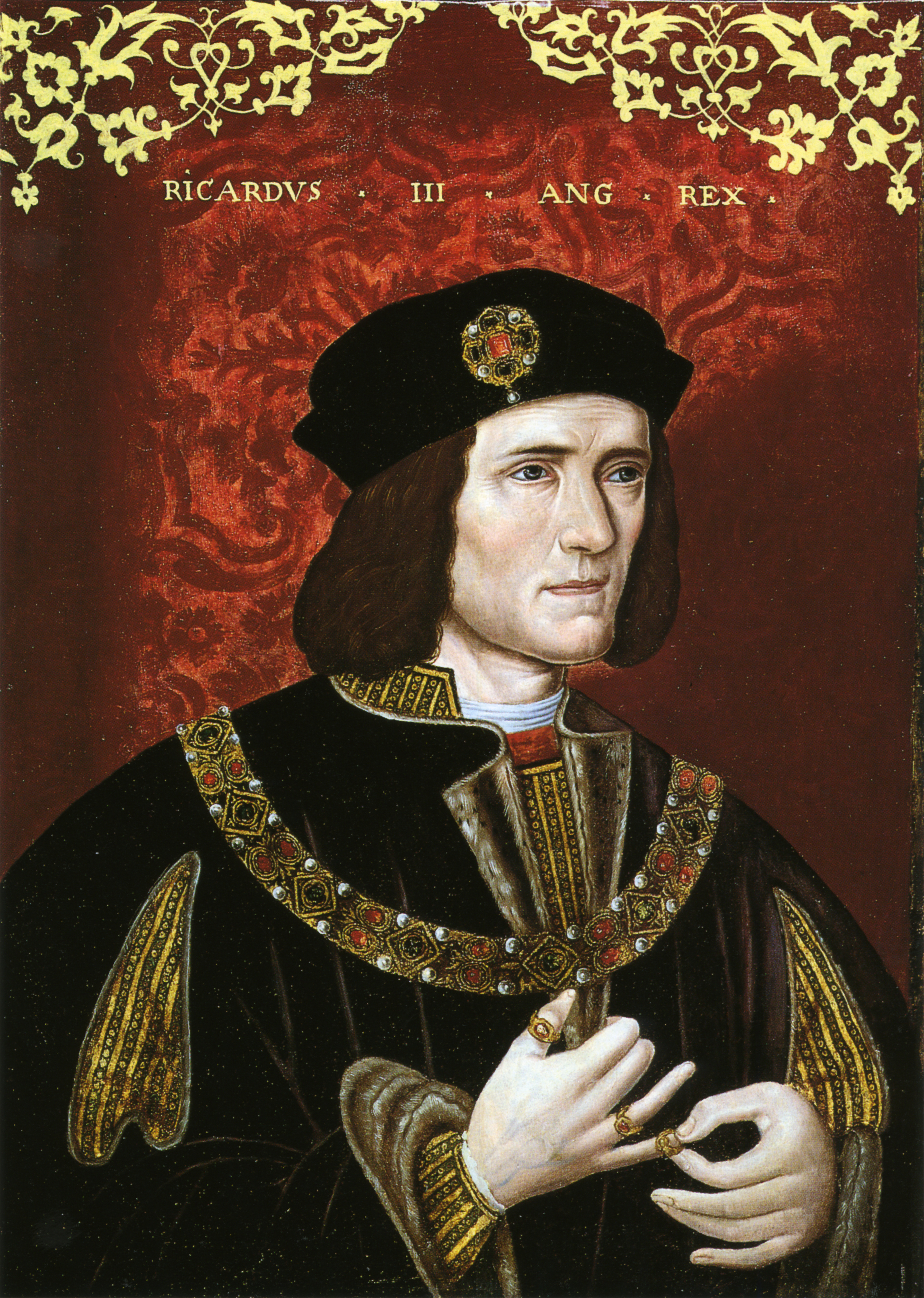
Ritratto di Riccardo III

Edoardo V venne alloggiato nella Torre di Londra, come si confaceva a un sovrano in attesa dell'incoronazione, e fu più tardi raggiunto da suo fratello il duca di York. La loro sorte successiva rimane avvolta nel mistero.
A giugno, come riportato dal diplomatico francese Philippe de Commines, il vescovo di Bath e Wells Robert Stillington riferì al consiglio che il matrimonio di Edoardo IV e di Elisabetta Woodville era invalido avendo Edoardo sposato Lady Eleanor Talbot in una cerimonia officiata dallo stesso Stillington.

Ciò rendeva nullo il secondo matrimonio con Elisabetta Woodwille, faceva decadere i diritti dei suoi figli al trono, ivi quindi compreso Edoardo V e apriva le porte alla successione del duca di Gloucester. Un'assemblea dei Tre Stati del Regno, avendo esaminate le prove, dichiarò bigame le seconde nozze del re e offrì al duca di Gloucester la corona, che la accettò salendo al trono con il nome di Riccardo III.

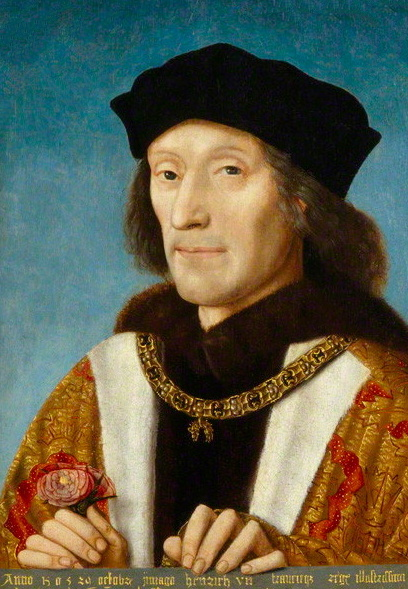
Enrico VII d'Inghilterra

Nell'ottobre dello stesso anno Henry Stafford, II duca di Buckingham, uno dei sostenitori più leali e fedeli di Riccardo III, si ribellò al sovrano e tentò di rovesciarlo con la forza, in combutta con Enrico Tudor; il tentativo fallì e Stafford fu giustiziato nello stesso anno, 1483. Enrico riuscì a salvarsi evitando di mettere piede in Inghilterra, e ritentò l'impresa sbarcando in Inghilterra con un piccolo esercito nel 1485, e raccogliendo attorno a sé un piccolo numero di seguaci, benché ancora insufficienti per contrastare Riccardo III. Egli gli mosse contro, e i due avversari si scontrarono a Bosworth Field (22 agosto 1485). Enrico aveva ben poche speranze, ma due dei maggiori baroni di Inghilterra, Thomas Stanley, I conte di Derby e Henry Percy conte di Northumberland, si unirono a lui disertando l'esercito di Riccardo; per costui fu la fine. Il suo esercito fu messo in rotta e lui stesso trovò la morte nella battaglia.
Enrico, giunto a Londra, si fece incoronare con il nome di Enrico VII. Per sostenere il suo debole diritto al trono sposò la figlia primogenita di Edoardo IV, Elisabetta di York. Due anni dopo, tuttavia, si registrò una nuova ribellione capitanata dal conte di Lincoln, nipote ed erede di Riccardo III. La sconfitta dei ribelli e la morte del conte nella battaglia di Stoke Field del 1487, viene considerata, da buona parte della storiografia britannica, la vera fine della guerra delle due rose, anche se scaramucce continuarono per molti anni.
I figli di Enrico VII ed Elisabetta, Arturo, e alla sua morte prematura, il secondogenito Enrico erano, stavolta senza ombra di dubbio, i legittimi eredi al trono inglese per nascita e sangue. Dalla lotta fratricida dei gloriosi Plantageneti nacque la dinastia Tudor che – particolarmente attraverso Elisabetta I – darà pace e prosperità al regno di Inghilterra e porrà le basi per la creazione dell'Impero britannico.

## Gli effetti
Gli effetti della guerra delle due rose furono molteplici.
- La guerra, lunga e cruenta, provocò l'estinzione di numerose famiglie dell'antica aristocrazia feudale, e il tracollo finanziario di altrettante. Queste famiglie, allevate nella concezione feudale dei rapporti nobiltà-monarchia, costituivano un blocco di potere indocile ai voleri del re. Tale concezione, si fondava su un reciproco patto di assistenza/soccorso, che si considerava sciolto qualora una delle parti ritenesse – a torto o a ragione – che l'altra ne avesse violato lo spirito o la sostanza. Inoltre, tali famiglie discendevano o dall'antica nobiltà sassone, o dai compagni di Guglielmo il Conquistatore. Vedevano quindi nel loro potere un diritto acquisito con la nascita e con i meriti; fu questa la classe che più volte piegò i monarchi inglesi al suo volere e ne limitò i poteri (ottenendo per esempio la Magna Carta). Questa classe scomparve e molti feudi tornarono alla Corona inglese che, quindi, aumentò a dismisura la propria ricchezza, il proprio potere e la propria indipendenza dall'aristocrazia.
- Proprio la disponibilità improvvisa di così tante terre diede modo ai Tudor di creare un esercito efficiente, di rafforzare il prestigio regale e soprattutto di sostituire alla vecchia una nuova nobiltà, nominata tra gli alti funzionari dello Stato e tra la piccola nobiltà di campagna. Questa nuova aristocrazia tutto doveva al re, e tutto avrebbe perso se fosse incorsa nel suo sfavore: non fu più un potere alternativo a quello regio, bensì il suo appoggio. Era l'inizio dello Stato moderno, e della concezione assolutistica della monarchia.
- La guerra era stata causata principalmente da motivi dinastici e vi erano intervenuti tutti coloro che possedessero una goccia di sangue reale nelle vene. Dapprima Enrico VII e poi il successore Enrico VIII diedero il via a un calcolato sterminio di tutti i possibili pretendenti al trono, perlopiù appartenenti ai residui dell'antica nobiltà. Il figlio di Giorgio di Clarence (Edoardo di Warwick), i De la Pole, i Beaufort, gli Hastings furono solo le principali famiglie distrutte.

## Romanzi e cinematografia

Locandina della serie TV

La guerra delle due rose è stata anche d'ispirazione per la scrittura del romanzo fantasy delle Cronache del Ghiaccio e del Fuoco. Più specificatamente, la Guerra dei Cinque Re presente nelle cronache è ispirata alla guerra delle due rose. Le casate fittizie dei Lannister e degli Stark, prendono in parte ispirazione rispettivamente dalle casate dei Lancaster e degli York.
È presente anche nella sua produzione cinematografica, nella fortunata serie televisiva Il Trono di Spade.
Il romanzo di Robert Louis Stevenson, La freccia nera (The Black Arrow. A Tale of the Two Roses), del 1883, è ambientato nell'Inghilterra del XV secolo, durante la guerra delle Due Rose e sotto il regno di Enrico VI. Da esso fu tratto dalla RAI l'omonimo sceneggiato televisivo andato in onda, con grandissimo successo, tra il dicembre 1968 e il febbraio 1969.